# Хайнрих I фон Вайда
Хайнрих I фон Вайда (на немски: Heinrich I von Weida; * ок. 1122; † сл. 21 юли 1172 или ок. 8 септември 1193) от фамилията Ройс е господар и фогт на Вайда в район Грайц в Тюрингия. Той е първият член на фамилията Ройс с името Хайнрих.
Той е син на Еркенберт I фон Вайда († 1163/1169) и съпругата му Йордана, наследничка на Глайсберг († 1167/1173). Брат е на Еркенберт II фон Вайда († сл. 1170), господар на Вайда, и на Ото фон Остероде († 1165/1171).
Хайнрих I фон Вайда е назначен като фогт на Вайда от император Хайнрих VI. Той строи 1163 – 1193 г. замък Остербург във Вайда, който до началото на 15 век е резиденцията на фогтовете фон Вайда.
Потомците му стават фогти и на Гера и Плауен (1236). Всичките мъжки потомци на Хайнрих I го честват от 13 век като носят името „Хайнрих“.
През 1244 г. територията на фогтовете на Вайда се разделя на три фогтая „Вайда, Гера и Плауен“.

## Фамилия
Хайнрих I фон Вайда се жени 1143 г. за графиня Леукард фон Лаутербург († 1162), дъщеря на граф Буркхард фон Лаутербург. Те имат две деца:
- Бернхард фон Вайда († млад)
- Урсула фон Вайда, омъжена за Гримоблус „Нотхафт“ († сл. 1182)

Хайнрих I фон Вайда се жени втори път 1163 г. за Юлиана фон Шварцбург, дъщеря на граф ? Зицо фон Шварцбург и Кефернбург († 1160). Те имат децата:
- Хайнрих II фон Вайда „Богатия“ (* ok. 1164; † пр. 3 август 1209), 1. фогт на Вайда, женен за Берта († пр. 24 септември 1209); има три сина:
  - Хайнрих III фон Вайда († сл. 1224), фогт на Вайда (1209 - 1224); има син и дъщеря
  - Хайнрих IV фон Вайда (* ок. 1182; † сл. 7 февруари 1249), фогт на Вайда (1209 – 1249/1250), господар на Плауен и Гера от 1209 до 1237/1238 г., jenen пр. 1238 г. за Юта фон Алтенбург († сл. 1 май 1268); развеждат се 1238 г.; имат 6 деца
  - Хайнрих V фон Вайда († 28 май сл. 1239), женен за Изенгард фон Валденбург († 13 март 12??); нямат деца